# Lamprantaugia
Lamprantaugia is een geslacht van vlinders van de familie spinners (Lasiocampidae).

## Soorten
- L. gueneana (Mabille, 1880)
- L. tamatavae (Guenée, 1865)